# Fidêncio Osses
Fidêncio Osses (ur. 26 lipca 1896 w São Paulo, zm. 27 października 1965 w Sorocabie) – piłkarz brazylijski grający na pozycji napastnika.

## Kariera klubowa
Fidêncio Osses występował w klubach Ypiranga São Paulo i Palestra Itália. Z Palestra Itália dwukrotnie zdobył mistrzostwo stanu São Paulo – Campeonato Paulista w 1927 i 1932 roku.

## Kariera reprezentacyjna
W reprezentacji Brazylii Fidêncio Osses zadebiutował 22 października 1922 w towarzyskim meczu z Argentyną w São Paulo. Brazylia wygrała ten mecz 2-1 i zdobyła Copa Julio Roca 1922. Był to jego jedyny występ w barwach Canarinhos.